# Popielewo (powiat bytowski)
Popielewo (kaszb. Pòpielewò, niem. Pöppelhof) – osada leśna w Polsce położona w województwie pomorskim, w powiecie bytowskim, w gminie Trzebielino. 
Osada wchodzi w skład sołectwa Bożanka.
W latach 1975–1998 miejscowość administracyjnie należała do województwa słupskiego.